# Lilla Svartbådan, Vasa
Lilla Svartbådan är en ö i Finland. Den ligger i Norra kvarken och i kommunen Vasa i landskapet Österbotten, i den västra delen av landet. Ön ligger omkring 13 kilometer väster om Vasa och omkring 380 kilometer nordväst om Helsingfors.
Öns area är 3,5 hektar och dess största längd är 370 meter i nord-sydlig riktning. Närmaste större samhälle är Vasa, 12,5 km öster om Lilla Svartbådan.